# Strabomantidae
Strabomantidae — родина земноводних підряду Neobatrachia ряду Безхвості. Має 2 підродини, 17 родів та 595 видів.

## Опис
Загальна довжина представників цієї родини коливається від 2 до 5 см. За своєю будовою та забарвленням схожі на види з родини Листкові жаби. Більшість теперішніх видів Strabomantidae належало саме до цієї родини. Відокремилися за філогенетичними ознаками (присутні близько 20 особливих ядерних і мітохондріальних локусів). Голова середнього розміру. У самців є горловий мішок. Мають хрящову грудину, 8 пресакральних хребців. Пальці мають кінцеві фаланги на кшталт набалдашників або Т-подібної форми.

## Спосіб життя
Полюбляють тропічні місцини: низовини та гори. Зустрічаються на висоті до 2500 м над рівнем моря. Ведуть напівдеревний (за допомогою дисків-присосок на пальцях) або наземний спосіб життя. активні у присмерку або вночі. Живляться безхребетними.
Це яйцекладні земноводні. Їх особливістю є прямий розвиток жабенят, без личинкової стадії.

## Розповсюдження
Мешкають у Центральній та Південній Америці.

## Підродини та роди
- Підродина Holoadeninae
  - Bahius Dubois, Ohler, and Pyron, 2021
  - Barycholos Heyer, 1969
  - Bryophryne Hedges, Duellman, and Heinicke, 2008
  - Euparkerella Griffiths, 1959
  - Holoaden Miranda-Ribeiro, 1920
  - Microkayla De la Riva, Chaparro, Castroviejo-Fisher, and Padial, 2017
  - Noblella Barbour, 1930
  - Psychrophrynella Hedges, Duellman, and Heinicke, 2008
  - Qosqophryne Catenazzi, Mamani, Lehr, and von May, 2020

- Підродина Hypodactylinae
  - Niceforonia Goin and Cochran, 1963

- Підродина  Pristimantinae
  - Lynchius Hedges, Duellman, and Heinicke, 2008
  - Oreobates Jiménez de la Espada, 1872
  - Phrynopus Peters, 1873
  - Pristimantis Jiménez de la Espada, 1870
  - Serranobatrachus Arroyo, Targino, Rueda-Solano, Daza-R., and Grant, 2022
  - Tachiramantis Heinicke, Barrio-Amorós, and Hedges, 2015
  - Yunganastes Padial, Castroviejo-Fisher, Köhler, Domic, and De la Riva, 2007

- Підродина Strabomantinae
  - Strabomantis Peters, 1863